# Kammfischchen

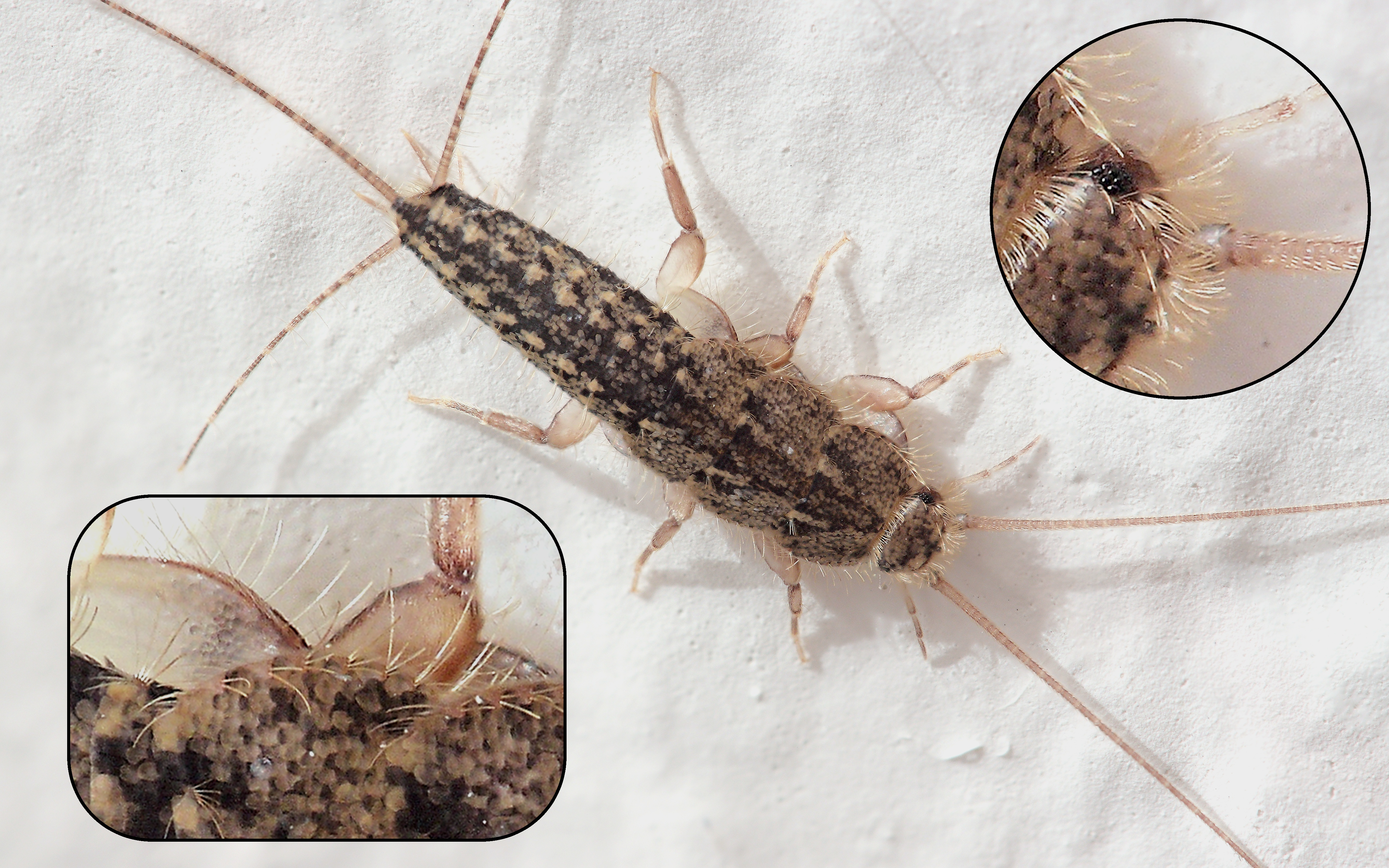
Aufnahme mit näheren Makrodetails

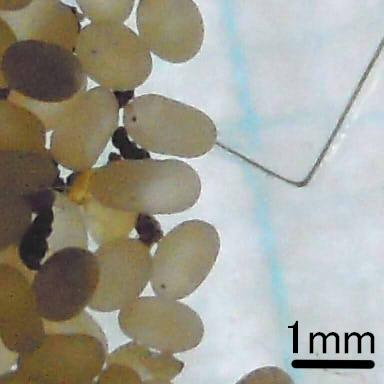
Eier der Unterart Ctenolepisma lineata pilifera

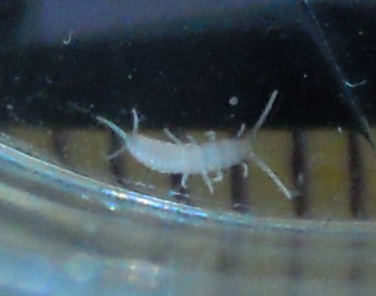
Frisch geschlüpfte Nymphe

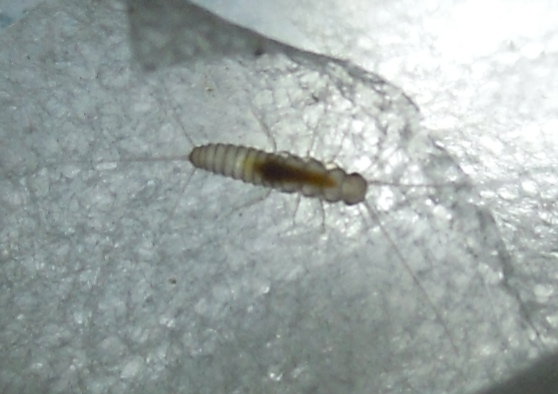
Ein Exemplar im dritten Nymphen

Das kosmopolitisch verbreitete Kammfischchen (Ctenolepisma lineata, Syn.: Ctenolepisma lineatum) ist eine Tierart der zu den Insekten gehörenden Fischchen.

## Merkmale
Die Körperlänge beträgt 8–19, meistens 11–15 mm. Die Fühler sind körperlang, die Schwanzanhänge (2 Cerci + 1 Terminalfilum) ebenfalls sehr lang und länger als beim bekannteren Silberfischchen, das noch stärker glänzend gefärbt und zierlicher gebaut ist. Der rübenförmige Körper ist hellgelblich bis beige oder graubraun, mit bräunlichen bis orangefarbenen Zeichnungselementen, einer dunkelbraunen bis schwarzen Musterung auf dem Abdomen und behaart. Die Musterung wird häufig als vier dunkelbraune Streifen auf hellbraunem Grund oder vier schwarze Punktreihen beschrieben. Die Mundwerkzeuge sind kauend, die Komplexaugen stark reduziert. Nymphen sind nach dem Schlupf zunächst weißlich, verfärben sich im Laufe der Entwicklung aber hellbraun mit teilweise rosa Elementen, bevor sie adult werden.

## Verbreitung und Lebensraum
Ursprünglich kommt die Art aus Südeuropa, heute lebt sie in vielen Regionen synanthrop und ist kosmopolitisch verbreitet, meidet jedoch kalte Regionen. So ist sie aus vielen Gebieten Europas, vor allem Süd-, Mittel- und Osteuropa bekannt. Die nördlichsten etablierten Vorkommen liegen in den Benelux-Ländern, in Südwestdeutschland, im Südwesten von Polen, der Slowakei und in der Ukraine. Südlich davon werden große Teile Südeuropas bis zum Kaukasus besiedelt. Außerhalb Europas lebt die Art auf Teneriffa, in Japan und in Neuseeland. In Südamerika lebt sie vom äußersten Süden Brasiliens über Uruguay bis nach Argentinien. In Nordamerika wurde die Art ähnlich wie in Europa häufig nachgewiesen. Hier ist sie in Mexiko und vor allem entlang der Westküste der USA sowie in den östlichen Gebieten der USA bis in den Mittleren Westen und Südwesten verbreitet, kommt aber auch in den südlichsten Teilen Kanadas vor. Darüber hinaus ist es gut möglich, dass die Art weitere Teile der Welt besiedelt. 2020 wurde erstmals auch ein Exemplar in Norwegen gefunden, außerdem in Lettland und Russland. Ob die Art durch klimatische Begünstigungen zunehmend nördlich der Alpen gefunden wird oder hier eingeschleppt wurde, bleibt ein diskutiertes Thema. Um den Alpenbogen herum dringt die Art jedoch zunehmend nach Norden vor. So gibt es zunehmend mehr Einzelfunde in immer nördlicheren Gebieten, beispielsweise Dänemark (2017), Finnland (2018) oder Estland (2018).
Die Art findet sich entweder synanthrop in Häusern oder im Freien. In Häusern leben Kammfischchen vor allem in Kellern, auf Dachböden, in Garagen oder in Blumenbeeten, die nahe am Haus gelegen sind. Häuser mit hohem Holzanteil und alte Häuser werden dabei bevorzugt. Im Freiland kommt die Art überwiegend in subtropischen Gebieten vor. Sie wird manchmal mit dem Substrat von Zimmerpflanzen eingeschleppt, insbesondere durch Orchideensubstrat, das häufig aus zerkleinerter und gesiebter Borke der südwesteuropäischen See-Kiefer besteht.

## Lebensweise
Es wird berichtet, dass Kammfischchen sich von Tapetenkleisterresten oder Buchleim ernähren können und häufig in Mühlen oder Bäckereien gefunden werden. Sie sind dennoch unbedenklich für Haushalte und können lediglich eine hygienische Belästigung darstellen. Auch ohne Hilfe von Darmbakterien sind sie in der Lage, Zellulose zu verdauen. Über eine kohlenhydratreiche Nahrung hinaus fressen sie aber auch Hausstaubmilben und Schimmelpilze und sind daher eher Nützlinge in Wohnungen. Als Feuchtezeiger können sie zudem Hinweise auf zu feuchte Wohnräume oder eventuelle Feuchteschäden geben, kommen aber auch vor, wenn solche Schäden nicht vorliegen.

## Taxonomie
Die Art wurde 1775 von Johann Christian Fabricius unter dem Namen Lepisma lineata erstbeschrieben. Es existieren zwei Unterarten: die Nominatform Ctenolepisma lineata lineata und Ctenolepisma lineata pilifera (Lucas 1840). Bei der Art handelt es sich womöglich um einen Artenkomplex nahe verwandter Arten. So wurde Ctenolepisma almeriense aus dem Südosten Spaniens bereits als eigene Art abgetrennt. Weitere Synonyme der Art lauten:
- Lepisma annuliseta Lucas, 1840
- Lepisma parisiensis Nicolet, 1847
- Lepisma quadriseriata Packard, 1873
- Lepisma reticulata Schrött, 1897
- Lepisma subvittata Guérin, 1838
- Lepisma vittata Fabricius, 1798